# サンワサプライ
サンワサプライ株式会社（英語表記:SANWA SUPPLY INC.）は、コンピュータ・パソコンサプライ製品メーカー。 岡山県岡山市に本社を置く。

## 概要
岡山県倉敷市で段ボールの製造販売を手掛けていた町工場であった三和興業が、1979年に日本電気（NEC）と代理店契約を結び、岡山市内に岡山県初となるマイコンショップ「システムイン岡山」を開設した（「マイコン」とは現在のパソコンのこと）。1980年代に入るとマイコン市場の拡大に合わせ、マイコンユーザーの声を聴く形でサプライ品の自社開発に乗り出し、1984年にはCIを導入（この時に制定されたロゴは現在もそのまま）、ハードウェア開発やソフトウェア開発も手掛けるようになるなど、パソコン参入から数年で大手サプライメーカーとなった。
取り扱う製品はPCデスクから各種カバー・ケース、USBフラッシュメモリ、エアダスター、UPS（無停電電源装置）など多岐にわたる。
バッファローやアイ・オー・データ機器などとは異なり、ストレージデバイスや自作パーツなどはあまり手がけていない。一方で中低価格帯のバッグ類などにはほぼ網羅的なラインナップを擁している。
サンワサプライおよび、山田家の家業である段ボールを製造する三和興業（2022年に三和興業ホールディングスに商号変更）、家計簿ソフト『てきぱき家計簿マム』の販売やソリューションサービスを手掛けるサンテク社、で「サンワグループ」を構成する。サンワグループのソフトウェア部門で『てきぱき家計簿マム』の開発などを手掛けていたテクニカルソフト社は2019年にサンワサプライに吸収合併された。

## 沿革
- 1923年 - 山田義夫が足袋の縫製工場を山田商工（個人）として創業。
- 1939年 - 会社組織に変更し「合資会社国防被服」設立。
- 1945年 - 終戦とともに社名を「平和被服合資会社」に変更。
- 1951年 - 社名を「平和興業株式会社」に変更。合わせて組織変更、資本金100万円。（この年をもってサンワサプライの創業としている）
- 1961年 - 平和興業株式会社に紙器部を独立させ、三和興業株式会社設立[1]。元々は梱包材のダンボールを製造する倉敷市の町工場だった。
- 1974年 - 三和商事株式会社設立。
- 1979年 - この年はNEC PC-8001の発売を受け、NECのマイコンショップが全国20店舗近くにまで拡大した。三和興業は岡山地区におけるNECのマイコン（現在で言うところのパソコン）の販売代理店となり、岡山市田町1-10-1（現在のサンワサプライ本社があるところ）にNECマイコンショップ「システムイン岡山」開設。当時のNECは「マイコンショップは各都道府県に1店舗」という方針であり、「システムイン岡山」は当時岡山で唯一のマイコンショップだった。
- 1979年 - 休眠状態にあった平和興業を「サンワサプライ株式会社」に社名変更。資本金3,000万円に増資。三和商事がマイコンの販売を担当し、サンワサプライはマイコンのサプライ用品の販売を担当した。
- 1981年 - NEC PC-8801の発売に合わせ、マイコンのユーザーの声を聴く形でサプライ品の自社開発を開始。
- 1982年 - 岡山サプライセンター、東京サプライセンター開設。
- 1983年 - 香港代理店、U.S.A.連絡事務所開設。
- 1984年1月 - サンワグループのソフトウェア部門を独立させ、テクニカルソフト株式会社設立。
- 1984年 - 岡山・東京に配送センターを開設。全国販売体制確立CIを導入し、マークを定める。
- 1985年 - 取り扱い商品を950点に増やし、総合サプライヤーの地位確立。
- 1985年 - テクニカルソフト、PC-6001用家計簿ソフト『現金出納家計簿 奥様』発売。
- 1986年 - 本社配送センターを強化・充実し、デリバリーのスピード化を図る。
- 1987年 - イギリスA・F・L社の国内販売権獲得。
- 1990年 - 岡山サプライセンター新社屋完成。
- 1991年 - 三和商事、サンテク株式会社に社名変更
- 1993年 - 大阪、仙台営業所開設。
- 1995年
  - 5月 - 東京サプライセンター新社屋完成。
  - 12月 - 山田哲也社長に就任。
- 1998年 - 岡山物流センター完成。
- 1999年 - 直販ECサイトのサンワダイレクトを開設。
- 2001年 - 東京物流センター完成。
- 2003年 - 東京サプライセンターがISO14001:1996（環境マネジメントシステム）を取得。
- 2006年 - 東京物流センター増築。取り扱い商品7000点に拡大。
- 2007年 - サンワ上海設立。
- 2008年 - サンワ香港設立。
- 2019年 - 家計簿ソフト『てきぱき家計簿マム』の開発で知られるテクニカルソフトをサンワサプライに吸収合併。
- 2022年 - 三和興業株式会社、三和興業ホールディングスに社名変更。

## 不祥事
- ソーラー充電器充電時間偽装 - 2013年11月15日、消費者庁は携帯電話用ソーラー充電器「SBT-ST1AU」の充電時間について、満充電まで37.3時間かかるのを「最速10時間」と表記して販売したとして、景品表示法違反の疑いで措置命令を行った[2][3]。